# Basilica Argentaria

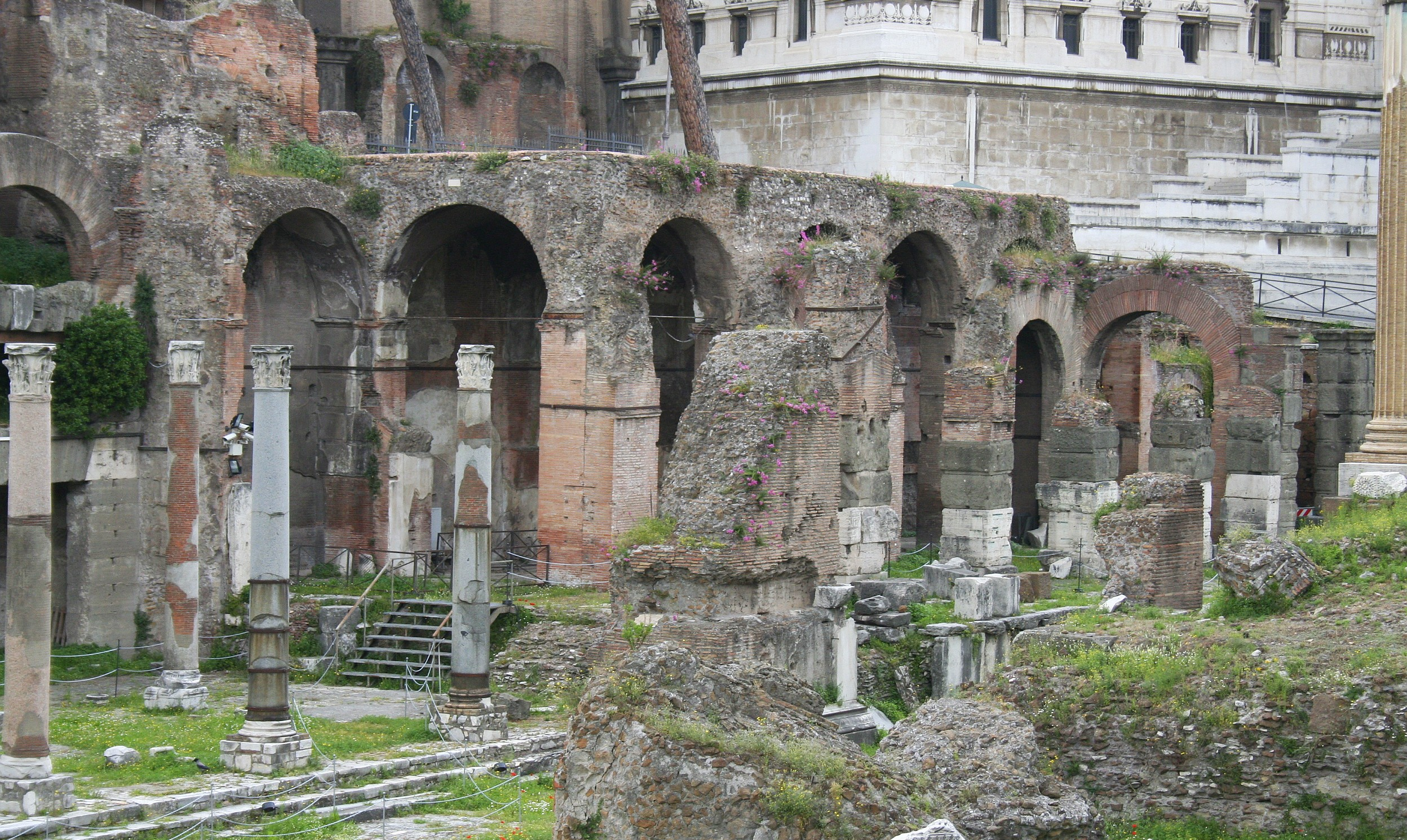

De Basilica Argentaria was een basilica in het oude Rome.
De Basilica Argentaria is bekend van een vermelding uit de notitia, een stadsgids uit de 4e eeuw n.Chr. Waarschijnlijk stond deze basilica aan de Clivus Argentaria. Deze weg liep van de Mamertijnse gevangenis bij het Forum Romanum, over de oostelijke helling van de Capitolijn naar het Marsveld. Aangenomen wordt dat de Basilica Argentaria het L-vormige gebouw ten westen van het Forum van Caesar en ten zuiden van het Forum van Trajanus was. Dit gebouw stond op een podium en was daarom hoger dan de naastgelegen porticus van het Forum van Caesar. Aan de buitenzijde waren gerusticeerde bogengalerijen. De basilica werd gebouwd in de tijd van Domitianus en Trajanus, maar de functie van het gebouw is onbekend.

## Referentie
- L. Richardson, jr, A New Topographical Dictionary of Ancient Rome, Baltimore - London 1992. pp. 50-51 ISBN 0801843006